# 悪魔を倒す聖ミカエル
『悪魔を倒す聖ミカエル』（あくまをたおすせいミカエル、仏: Saint Michel terrassant le démon、英: St. Michael Vanquishing Satan）は、イタリアの盛期ルネサンスの巨匠、ラファエロ・サンティによる絵画である。作品には署名と1518年の年記が入っているが、何度も修復を受け、18世紀に板からカンヴァスに移転されているので、ラファエロの絵筆の跡を見分けるのが困難になっている。本作は、槍を手に持って、右足で悪魔 (サタン) の背中の上に立っている大天使ミカエルを主題としている。ラファエロが以前に『聖ミカエルと竜』と呼ばれる、青年期の小品で扱った主題の大規模で成熟したバージョンである。どちらの作品も、1667年からパリのルーヴル美術館に収蔵されている。
本作は、神が悪に打ち勝つことを象徴しているため、キリスト教の中で象徴的な意味を持っている。ラファエロは、微妙な方法で神性を呼び起こす画像を制作する才能を持っており、構図内に空間を作成することと、静止状態で捉えられた動きに熟練していることで知られていた。ラファエロによって使用された技術は、フランスの古典主義の基礎として、シャルル・ル・ブランによって王立絵画彫刻アカデミーで採用された。芸術家としてのラファエロは、教皇や枢機卿に対してさえ自身の立場を保持することで知られていた。芸術家である父親もいて、ラファエロは芸術の分野を探求することで優位に立っていた。

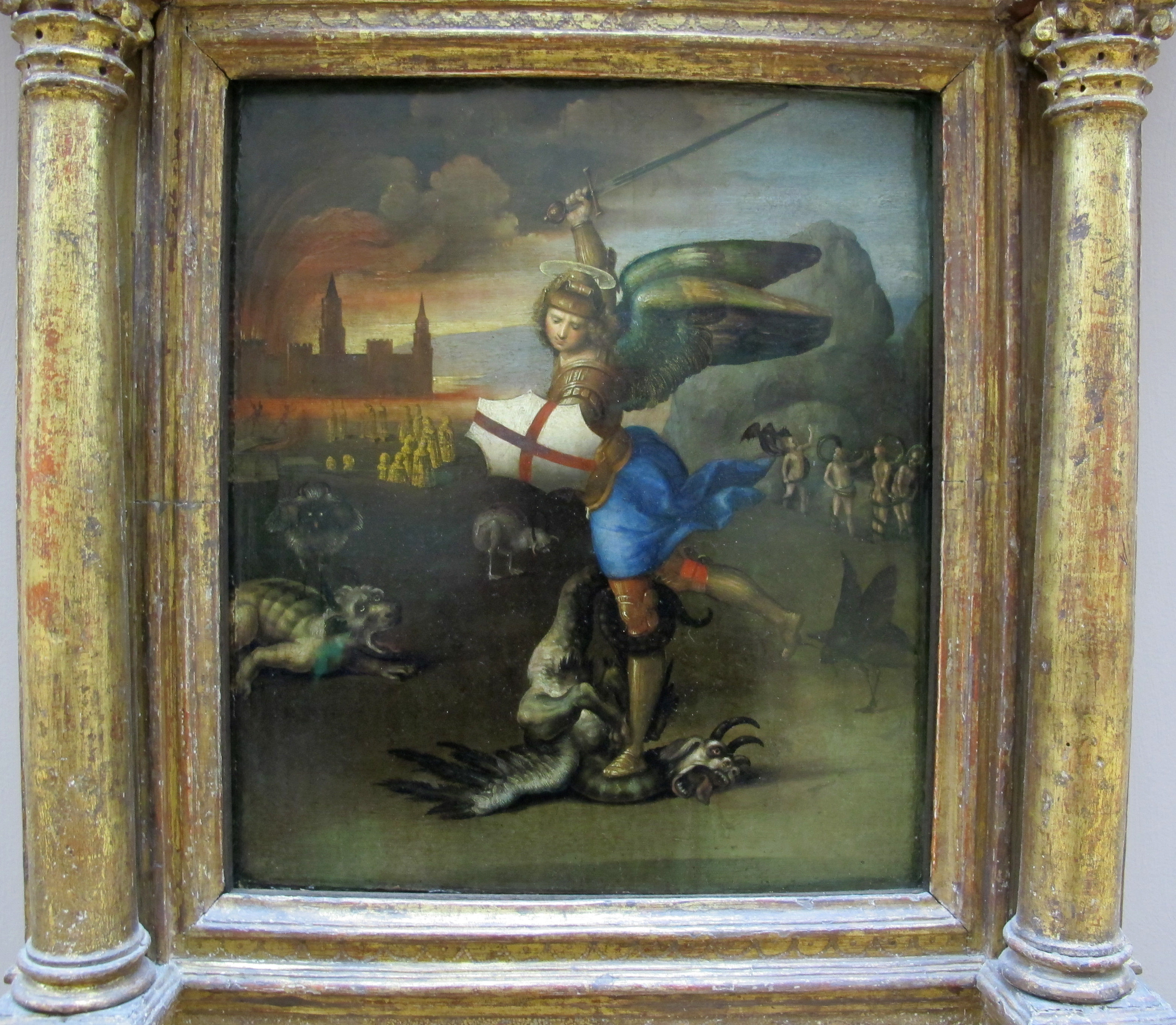
ラファエロ、『聖ミカエルと竜』（小）、1503-1505年、ルーヴル美術館

## 歴史
ラファエロは、ウルビーノ公爵、グイドバルド・ダ・モンテフェルトロの要請で、大天使ミカエルの主題を最初に扱った。この小品は下絵用板の裏側に描かれ、1504年または1505年に完成した。作品は、ウルビーノ公の甥であり相続人であったフランチェスコ・マリア1世・デッラ・ロヴェーレに聖ミカエル騎士団員資格を授与してくれたフランスのルイ12世に感謝の意を表すと考えられている。小品の『聖ミカエル』を完成させてから10年ほど経ってから、ラファエロは教皇レオ10世のために悪魔を打ち負かす聖ミカエルの主題をふたたび扱うことを依頼された。
本作は、教皇レオ10世の甥ロレンツォ2世・デ・メディチからフランス王フランソワ1世 (フランス王) への贈り物として、『フランソワ1世の聖家族』 (ルーヴル美術館) とともに制作された。聖ミカエルはフランス王の守護天使であったため、この主題が選ばれたのである。2作は1518年の春遅く、船でリヨンに向け出帆している。1667年までに作品はルイ14世によってルーヴル宮殿に置かれた。絵画が実際にラファエロによって制作されたのか、それとも弟子であったジュリオ・ロマーノが制作したのかを巡って過去に疑問が生じることになった。ラファエロが本作のような方法で色彩を使うのは異例なことであったのである。オレンジ、黄色、金色を組み合わせて金属的な仕上がりにすることは、ラファエロの絵画には通常見られなかった。スフマートの効果を加えながら画像を暗くするために、黒インクも導入された。絵画は、聖ミカエル騎士団として知られるフランスのエリート集団の集まりと関連づけることができる。聖ミカエル騎士団は、フランスでは政府内の権力を表す象徴的なイメージとして使用された。

## 様式
作品は、岩だらけの風景の中の、若いころの大天使ミカエルの図像である。ミカエルは槍を持って片足で悪魔の上に立ち、頭部に打撃を与えている。ミカエルの翼は開いた状態で描かれているが、一方、悪魔の翼は閉じていて、それは敗北を意味している。この主題は、中世から悪に勝つ善を象徴するものとされてきた。
ラファエロが創造する理想的な人物は、図像を支配するためではなく、優雅さと控えめさをもって創造された。著者のジョージ B. ローズは、「色は彼の専門知識ではなかったが、ラファエロは常に適切に使用していた。彼の線の使い方は見事で、装飾的な品質を持っていた。ラファエロは自身の構図を通して空間を描写するのに優れた技術を持っていたが、それは必ずしも遠景を描くことに結びついていたわけではなかった。創造された空間の感覚に関係なく、ラファエロは自然の広大さと、人間による自然の支配力を両方とも描く能力を持っていた。人は常に支配的であり、土地は人の意志に従順なのである」 。
本作では、人間はミカエルの図像を通して「主人」として描かれ、悪魔は従順な生き物となっている。こうした様式の特質の多くは、ラファエロの教師であり、師匠であったピエトロ・ペルジーノからラファエロに受け継がれたものである。絵画をレオナルド・ダ・ヴィンチと比較すると、ラファエロが時間の経過とともに中断される動きを描くレオナルドの技術に触発されたことは明らかである。悪魔の背中に腕を上げて足を置いたミカエルの身体の描写は、動きの感覚を与えている。ミカエルの視線は、槍の先から蛇の頭に向かって身体の線をたどっている。ミカエルの謎めいた表情、そのプロポーション、そしてさらに風景も、1513年から1516年までローマに来ていたレオナルドとの新たな結びつきを示している。
ラファエロはまた、ミケランジェロが男性の裸体を描く様式を巧みに取り入れている。ミケランジェロを有名にした特殊な様式で、ラファエロの芸術の多くに見られるものは、本作のミカエルに用いられているような捻じれたポーズである。レオナルドとミケランジェロの作品の多くがフィレンツェの常連客から依頼されたため、ラファエロは2人の作品に親しむことのできる特権を持っていた。フィレンツェで学んだラファエロは、これらの芸術の源泉を活用する機会があった。
ラファエロの同時代の画家、ヴェネツィアのセバスティアーノ・デル・ピオンボは、本作が完成した年の7月にミケランジェロに手紙を書いたが、それは本作の彩色を非難し、聖人が煙のように見えるか、鉄でできているように見えるというものであった。理由は画面両側の間の誇張された対比によるものだと示唆した。これは、美術史家のウジェーヌ・ミュンツによると、「より強力な効果を得るために」黒を強引に使いすぎたジュリオ・ロマーノの手になるものだったのかもしれない。しかし、この作品に見られる劇的な光と影のコントラストはラファエロ晩年様式の特徴であり、『キリストの変容』 (ヴァチカン美術館) ではさらに決定的となったものである。
いずれにしても、彩色の問題に対処するために、絵画はフランチェスコ・プリマティチオによって1537年から1540年に修復された。1685年にさらに修復された後、1753年に元の板からカンヴァスに移されたため、ラファエロの絵筆の跡を正確に見分けるのは困難になった。

## 受容
ラファエロの本作は、1667年にフランスの王立絵画彫刻アカデミーで開催されたシャルル・ルブランの最初の授業の中心的なトピックとして選ばれた。講義中、ルブランは聖ミカエルの筋肉組織をアポロの彫刻の筋肉組織と比較した。ルブランはまた、聖ミカエルの人物像がじっとしていて、凝固しているにもかかわらず、身体の位置が動きを示唆していると述べた。この動きとは対照的に、天使の表情はとても平穏で、落ち着いている。これは、天国が地獄に対して有している権威に言及しているのである。ルブランが本作から得たこれらの洞察は、以降、特に王立絵画彫刻アカデミーでフランスの古典主義の構成要素として使用されることになった。ルブランがラファエロの絵画から把握した3つの概念には、構図内で事物を関連づける単調な彩色、シンプルな主要概念を扱うこと、動きの錯覚を作り出すため何らかの方法で人体を配置することが含まれている。これらの概念は、この時期のフランスの古典主義を理解する上で重要であった。

## 芸術家
ラファエロの父は、画家であり詩人でもあったジョヴァンニ・サンティであった。その影響で、ラファエロは自身の画業を通してずっと常連客と特定の関係を持っていたが、それはラファエロの名声を助長することになった。教皇ユリウス2世のお気に入りと見なされていたラファエロは、1509年から1520年までローマで有名人の地位を保持していた。画家は37歳の若さで高熱のために亡くなり、遺体は長大な行列が集まったパンテオンに埋葬された。ラファエロが描いた絵画は、人類が天国でかつて有していた完璧な身体を示す人物像を創造することによって、人間の経験を天国の場所に高めると評されている。ラファエロは、地上の人々を感動させる能力を損なわずに、神性な感情を創造する能力を有していた。彼の絵画は謙虚な特質を持っている。ラファエロは、信者を励まそうと聖書を参照して、洗練された男女を表現するための美学を用いた。そして、鑑賞者が何らかの関連性が持てるように、描かれる人物の人間性を保持した。ラファエロの図像は、鑑賞者に新たな信仰と明るい未来への希望を与えた。本作は、キリスト教の信仰の中で重要な概念である、地獄を天国が打ち負かしている画像を描くことによって、人間の信仰を高めるという考えに立脚している。ジョージ. B. ローズは、「ルネサンス絵画の文脈における美はラファエロによって確立され、他の芸術家に（美の）基準を設定したと言われている」と述べ、ラファエロを賞賛した。
ラファエロは成功を収めたが、その成功には教皇、枢機卿、文学者、公爵など、当時のエリートの間で程度の違いがあった。美術史家のジョルジョ・ヴァザーリによれば、ラファエロは以前の巨匠から学び、それを自身の作品に適用することによって独自の絵画様式を生み出した芸術家であった。ラファエロは1483年にウルビーノで生まれ、芸術を学ぶために1504年にフィレンツェに移った。フィレンツェの画家たちの美学に触れた後、ラファエロの絵画技術は向上し、洗練されていった。ラファエロは、人体の筋肉組織および、強烈な構図で創造された緊張感を強調する特定の様式を採用した。